# La Messe sur le monde (film)
Pour l’article homonyme, voir La Messe sur le monde.
La Messe sur le monde est un court métrage français écrit, produit et réalisé en 1957 par Dominique Delouche, sorti en 1962.

## Synopsis
Essai cinématographique d'après les méditations de Teilhard de Chardin.

## Fiche technique
- Titre : La Messe sur le monde
- Langues : français (texte dit par le récitant) et latin (messe)
- Scénariste, producteur et réalisateur : Dominique Delouche
- Textes tirés de La Messe sur le monde, essai de Pierre Teilhard de Chardin, 1923, éditions Desclée de Brouwer, Paris, 1962, 41 p.
- Société de production : Les Films du Prieuré
- Directeur de la photographie : Andreas Winding
- Musique préexistante : Arcangelo Corelli, Francesco Antonio Bonporti
- Montage : Maryse Siclier
- Langue : français
- Visa d'exploitation en France n° 26668 délivré le 5 décembre 1962
- Pays :  France
- Genre : essai cinématographique
- Format : Couleurs - Négatif & Positif: 35 mm  - Son : Mono
- Laboratoire : LTC Saint-Cloud
- Durée : 18 minutes
- Tournage : août 1962 au couvent Saint-Jacques, 35 rue de la Glacière, 75014, Paris
- Dates de sortie : décembre 1962 / 1-5-1963 dans le programme Intégrale Dominique Delouche

## Distribution
- Laurent Terzieff : le récitant (voix)
- Youakim Moubarac : le prêtre

## Autour du film
- Le film a été restauré en version 2K, avec l'aide du Centre national de la cinématographie et de l'image animée